# Eufemisme
Un eufemisme és una paraula o expressió que s'utilitza en comptes d'una altra considerada tabú, malsonant o amb una connotació no adequada en un determinat context, amb la voluntat d'assolir una comunicació més suau, agradable o correcta en aquest context. És el contrari del disfemisme.

## Etimologia
Eufemisme prové de la paraula grega eufemia (εὐφημία) que fa referència a l'ús de 'paraules de bon auguri'. És un compost de eû (εὖ), que significa 'bo, bé', i phḗmē (φήμη), que significa 'discurs profètic; rumor, xerrada'.
Eufeme o Eupheme és una referència a l'esperit grec femení de les paraules d'elogi, positivitat, etc. El terme eufemisme en si va ser utilitzat com a eufemisme pels antics grecs, amb el significat de 'guardar un silenci sagrat', és a dir, parlar bé tot no parlant gens.

## Abast
Els camps del lèxic que acumulen més eufemismes són els referits al sexe, la mort, la malaltia, les determinades funcions corporals, la religió o qüestions ideològicament compromeses.
El llenguatge ple d'eufemismes s'anomena políticament correcte i cerca no ofendre cap col·lectiu designant aspectes culturals de la manera més neutra possible.

## Tipus
Un eufemisme pot ser un sinònim o perífrasi del terme a evitar, una pronunciació alterada o un manlleu. Pot ser signe d'educació o afectació en funció de qui ho jutgi, o fins i tot del context de la situació comunicativa. Un eufemisme pot evolucionar i ser substituït per un altre si arriba a assolir socialment les connotacions negatives de la paraula d'origen que es pretenia evitar.

## Exemples
- Del llenguatge corrent: traspàs (mort), descansar en pau (haver mort), invident (cec), donar a llum (parir), fúmer (fotre), òndia (hòstia), casum (per cago'm>cago en…), caram (per carall), etc.

- Del llenguatge políticament correcte: centre penitenciari (presó), tercera edat (vellesa), discapacitat o minusvàlid (esguerrat), llarga malaltia (neoplàsia maligna), mal lleig (càncer), no hi és tot (borderline o deficient mental), dona de la vida (puta), dona que “fa enraonar” (adúltera), lila (homosexual), magribí (moro), subsaharià (negre), nouvingut (migrant encara no integrat plenament), dany col·lateral (morts o ferits civils o no bel·ligerants), països en via de desenvolupament (països pobres), països desenvolupats (països rics), etc.